# Program lojalnościowy
Program lojalnościowy – długotrwałe działania marketingowe służące do budowania oraz podtrzymywania pozytywnych relacji z wybranymi, najbardziej atrakcyjnymi dla firmy klientami.

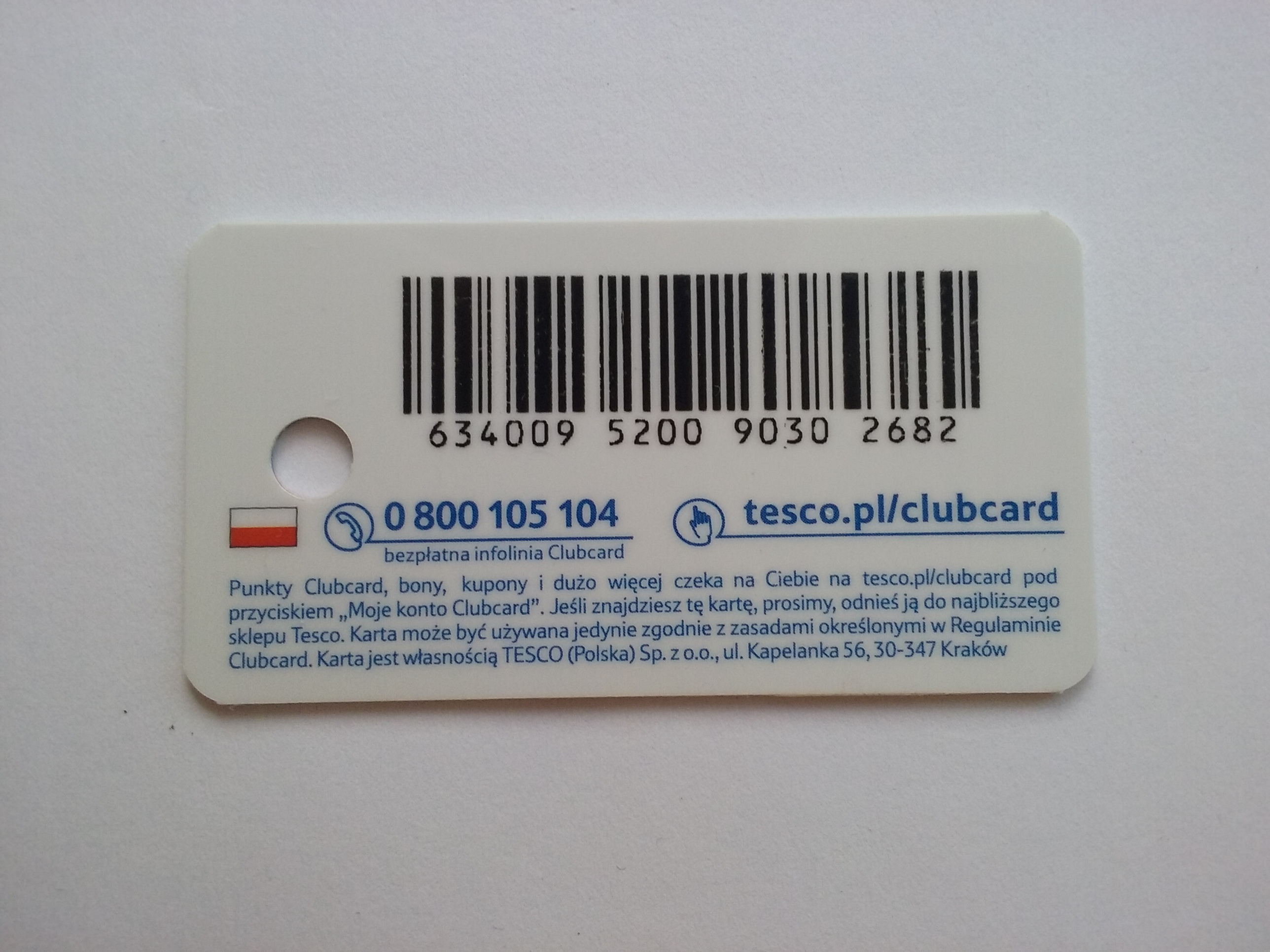
Karta programu lojalnościowego Tesco ClubCard

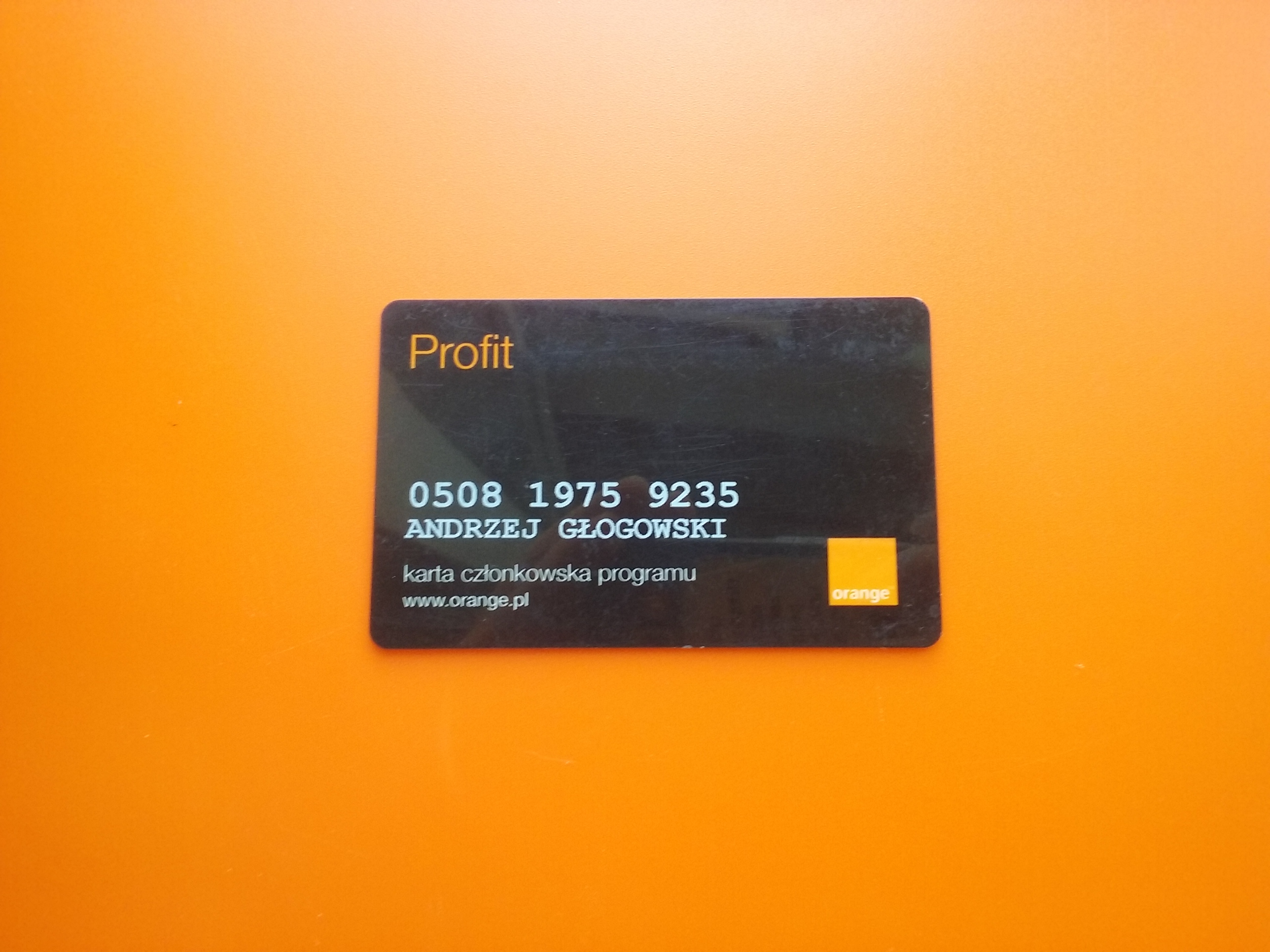
Karta programu lojalnościowego sieci Orange (wcześniej Idea) – Profit

Właściwie dobrana strategia programu lojalnościowego pozwala zwiększyć sprzedaż produktu lub usługi przy znacznie mniejszych kosztach innych form promocji i reklamy. Przykładem popularnego programu lojalnościowego jest premiowanie każdego zakupu punktami (proporcjonalnie do wydanej kwoty), które klient może następnie wymienić na nagrody. Jak potwierdzają badania, programy lojalnościowe są efektywne i mają realny wpływ na sprzedaż, a ponad połowa Polaków przyznaje, że bierze udział przynajmniej w jednym programie lojalnościowym lub posiada kartę stałego klienta.